# کاظم صدیقی
کاظم رجبی صدیقی (زادهٔ ۱ فروردین ۱۳۳۰) روحانی و مدرس شیعه اهل ایران است که از سال ۱۳۹۷ ریاست ستاد امر به معروف و نهی از منکر را بر عهده دارد. او پیش‌تر از ۱۳۸۶ تا ۱۳۹۲ رئیس دادگاه عالی انتظامی قضات بود. صدیقی همچنین بنیان‌گذار و تولیت حوزه علمیه امام خمینی، و نائب‌رئیس شورای مدیریت حوزه علمیه تهران است.
صدیقی پس از انقلاب ۱۳۵۷ با اصرار علی قدوسی، در قوه قضائیه ایران مشغول به کار شد و در دستگاه قضائی کشور فعالیت می‌کند. وی در سال ۱۳۸۸ از سوی سید علی خامنه‌ای رهبر جمهوری اسلامی ایران به عنوان امام جمعه موقت تهران منصوب شد.
صدیقی در اسفند ۱۴۰۲ به زمین‌خواری متهم شد؛ او این اتهامات را تکذیب کرده است. در خرداد ۱۴۰۴، دو پسر صدیقی به اتهام فساد مالی توسط مراجع قضایی جمهوری اسلامی ایران دستگیر شدند.

## اوایل زندگی و تحصیلات
کاظم رجبی صدیقی ۱ فروردین ۱۳۳۰ در ابهر واقع در استان زنجان زاده شد. او در سال ۱۳۴۲ به قم رفت و در مدرسه حقانی به عنوان طلبه تحصیلات دینی خود را آغاز کرد. روحانیون مدرسهٔ حقانی بعداً عهده‌دار منصب‌های دستگاه‌های قضایی و اطلاعاتی جمهوری اسلامی شدند.
صدیقی دروس مقدمات را در نزد ابوالقاسم خزعلی، احمد جنتی، حسن حسن‌زاده آملی، مهدی حائری تهرانی، محمد مفتح، محمد محمدی گیلانی و محسن حرم پناهی به پایان رساند و دروس سطح را از محمد مؤمن قمی ،میرزا علی احمدی میانجی ،علی مشکینی، محمد محمدی گیلانی استفاده کرد. وی دروس خارج فقه و اصول فقه را از مرتضی حائری یزدی، سیدموسی شبیری زنجانی و حسین وحید خراسانی بهره برد. او فلسفه اسلامی را نزد عبدالله جوادی آملی، محمدتقی مصباح یزدی ویحیی انصاری شیرازی آموخت و فلسفه غرب را نزد سید محمد حسین بهشتی و احمد احمدی فرا گرفت.

## فعالیت‌ها

### قوه قضائیه ایران
صدیقی پس از انقلاب ۱۳۵۷، به‌واسطهٔ حضورش مدرسهٔ حقانی، وارد دستگاه قضایی جمهوری اسلامی شد و سِمت‌هایی در قوه قضاییه از جمله ریاست محاکم عمومی تهران، و ریاست دادگاه عالی انتظامی قضات را به عهده گرفت. صدیقی همچنین مشاور عالی غلامحسین محسنی اژه‌ای، رئیس قوه قضاییه، است.
روح‌الله حسینیان دربارهٔ اعدام‌های دهه ۱۳۶۰ به صدیقی اشاره کرد و به وی گفت: «پرونده‌هایت را دیدم، ماشاالله خیلی قاطعانه بود. [کاظمی صدیقی] گفت اگر چیزی هم ما برای خدا داشته باشیم برای قیامت‌مان همین‌ها است».
صدیقی پس از دههٔ ۱۳۶۰ و در دورهٔ رهبری سید علی خامنه‌ای به دفتر رهبر جمهوری اسلامی نزدیک شد و سمت‌های مختلفی را به دست آورد. خامنه‌ای در آغاز رهبری خود، در سال ۱۳۶۹، صدیقی را به‌عنوان بازرس قوه قضاییه منصوب کرد. در دههٔ ۱۳۸۰ دفتر رهبر جمهوری اسلامی از صدیقی به‌عنوان سخنران مراسم عزاداری‌های مذهبی در حضور خامنه‌ای دعوت کرد.

### تأسیس حوزه علمیه امام خمینی
حوزه علمیه امام خمینی در منطقهٔ اُزگُل زیر نظر حوزه علمیه تهران و قم در سال ۱۳۸۲ توسط کاظم صدیقی تأسیس شد. این حوزه از سوی وبگاه رویداد ۲۴ یک حوزه علمیه «لاکچری» توصیف شد. به گفتهٔ حسین کروبی، فرزند مهدی کروبی، «دو قطعه زمین بزرگ در شمیران» در اختیار صدیقی قرار گرفت و «زمین‌هایی که باغ گیلاس بوده، خراب شد» و با بودجهٔ دولتی برای صدیقی حوزهٔ علمیه ساخته شد.
صدیقی خواستار افزایش بودجهٔ نهادها و مؤسسات دینی از جمله حوزه‌های علمیه شده است. بر پایه گزارش‌ها، در سال ۱۳۹۳ درآمدهای هتل بزرگی در مشهد به حوزه علمیه ازگل به مدیریت صدیقی واگذار شد. بعداً فاش شد که این درآمد به حساب مؤسسه‌ای به مدیریت صدیقی واریز می‌شده است.

### شرکت در انتخابات خبرگان رهبری و عدم احراز صلاحیت
صدیقی در انتخابات چهارم مجلس خبرگان رهبری در حوزه تهران ثبت نام کرده بود؛ اما شورای نگهبان او را به دلیل عدم شرکت در امتحان اجتهاد رد صلاحیت کرد. با وجود عدم تأیید او در خبرگان چهارم، وی در انتخابات خبرگان پنجم نیز ثبت نام کرد و همچون دوره گذشته در آزمون اجتهاد شرکت نکرد. این بار هم با وجودی که او در کسوت امام جمعه تهران بود، صلاحیت وی از سوی شورای نگهبان احراز نگردید. با این حال صدیقی در آستانه انتخابات پنجم در نقد کسانی که در امتحان خبرگان شرکت نکرده‌اند گفت: «اجازه اجتهاد به جای آزمون در قانون جایگاهی ندارد.»
مخالفان جمهوری اسلامی ایران رد صلاحیت فردی مانند کاظم صدیقی را «غیرعادی» می‌دانند. رادیو فردا در مصاحبه‌ای واکنش آقای صدیقی به رد صلاحیت خود را نشانه این می‌داند که این مسئله «بخشی از پروژه مهندسی انتخابات خبرگان برای حفظ مشی نمایشی و فرمایشی» این مجلس است و دلیل آن گفتگو امام جمعه تهران با خبرگزاری تسنیم است که در آن اگرچه صحبت مستقیمی دربارهٔ رد صلاحیت خود نکرده اما گفته است: «کسانی که احراز صلاحیت نشده‌اند اگر مومن‌اند بگویند الهی رضا برضائک» و در نتیجه روزنامه کیهان با برجسته کردن این سخنان آقای صدیقی، از شورای نگهبان تمجید کرده و نوشته که این نهاد «تحت تأثیر جوسازی‌های داخلی و خارجی قرار نگرفته و در بررسی صلاحیت‌ها صرفاً براساس قانون عمل کرده است». زیرا شورای نگهبان در آن روزها به شدت از سوی افرادی مانند رئیس مجمع تشخیص مصلحت نظام (اکبر هاشمی رفسنجانی) و رئیس‌جمهور ایران (حسن روحانی) تحت انتقاد قرار داشته است.

### امام جمعه تهران
در هنگام اعتراضات پس از انتخابات ریاست‌جمهوری ۱۳۸۸، سید علی خامنه‌ای رهبر جمهوری اسلامی ایران در طی حکمی صدیقی را به عنوان امام جمعه تهران منصوب کرد. رسانه‌های ایران در۱۲ مرداد ۱۴۰۴ گزارش دادند کاظمی صدیقی در نامه‌ای به علی خامنه‌ای خواستار «معاف شدن از اقامه نماز جمعه به سبب تمایل برای تمرکز بر کارهای علمی و تدریسی و تبلیغی» شده و رهبر جمهوری اسلامی با در خواست او موافقت کرده است.

### ستاد امر به معروف و نهی از منکر
صدیقی در تیر ۱۳۹۷ جایگزین احمد جنتی در ستاد امر به معروف و نهی از منکر شد. شروع به فعالیت نیروهای موسوم به حجاب‌بان در دوره ریاست او بر این ستاد رقم خورد.

## اتهام فساد مالی
به گفته یاشار سلطانی، که پیشتر اسناد مربوط به جنجال خانه‌های نجومی و خبر سوءاستفاده شهرداری تهران از پارک لویزان در جریان مراسم عروسی دختر محمدباقر قالیباف را افشا کرده بود، مدرسه علمیه امام خمینی در منطقه ازگل تهران که تحت تولیت کاظم صدیقی اداره می‌شود، باغی به مساحت ۴٬۲۰۰ متر داشته است که قیمت روز آن، حدود ۱٬۰۰۰ میلیارد تومان برآورد می‌شود. اما آبان ۱۴۰۲، شرکتی به نام «مؤسسه غیر تجاری پیروان اندیشه‌های قائم» ثبت می‌شود و بعد از آن، اسناد مالکیت این باغ گران بها به نام این شرکت می‌شود. مالکان این شرکت کاظم صدیقی و چند تن از پسران و دوستان او هستند و عروسش نیز بازرس شرکت است.مدرسه علمیه امام خمینی تهران در خیابان گلستان شرقی در منطقه یک تهران قرار دارد. این مجموعه در ۲۳ هزار متر زمین شامل برج باغ، ۲۵ واحد آپارتمانی خانه‌های مسکونی برای استادان، مسجد، استخر، مجموعهٔ ورزشی و ساختمان حوزه علمیه است.
این افشاگری واکنش‌های گسترده‌ای را در میان مردم و چهره‌های سیاسی داخل کشور به وجود آورد. صدیقی چند روز بعد در ۲۷ اسفند ۱۴۰۲ در نامه‌ای خطاب به دادستان تهران ادعا کرد شخصی که سابقاً مورد اطمینان او بود و مسئولیت‌هایی نیز در شرکت بر عهده داشته با جعل امضایش این ملک ۴۲۰۰ متری واقع در شمال تهران را به شرکت او منتقل کرده است. او از قوه قضائیه درخواست ورود جدی در مسئله را داشت.
در اوایل فروردین ۱۴۰۳، حوزه علمیه امام خمینی در بیانیه‌ای تأیید کرد که صدیقی شخصاً سند انتقال ملک را در دفترخانهٔ اسناد رسمی امضا کرده و «جعل امضا» در مفاد و اساس‌نامه مؤسسه صورت نگرفته است.

## دستگیری پسران کاظم صدیقی
در خرداد ۱۴۰۴، دو پسر حجت‌الاسلام کاظم صدیقی، امام جمعه موقت تهران، به اتهام «تخلفات و زد و بندهای مختلف» توسط مراجع قضایی جمهوری اسلامی ایران دستگیر شدند. گزارش‌های رسانه‌ها جزئیات اتهامات را مشخص نکرده‌اند و این که آیا ارتباطی با ماجرای باغ ازگل دارد یا خیر.
یک روز پس از بازداشت فرزندان کاظم صدیقی، وی بازداشت پسر و عروس خود را تأیید کرد و گفت: «در صورت اثبات اتهامات آنها تابع قانون خواهد بود.» خبرگزاری میزان، مرکز رسانه قوه قضائیه نیز به نقل از کاظم صدیقی نوشت: «دوتن از بستگانم [فرزند و همسر فرزند] با دستور قضایی بازداشت شده‌اند و هم‌اکنون در بازداشت به‌سر می‌برند تا قوه قضائیه همانند همه پرونده‌ها مراحل بررسی اتهام را طی کند.» به گزارش بی‌بی‌سی فارسی، تا زمان تأیید این اخبار از طرف خود کاظم صدیقی، مشخص نبود که پسران و عروس وی به چه اتهامی بازداشت شده‌اند.

## مواضع و دیدگاه‌ها
صدیقی بارها دیدگاه‌های اغراق‌آمیز و جنجال‌برانگیزی گفته است. منتقدانش از او با القابی همچون «شیخ گریان» و «شیخ کذاب» یاد کرده‌اند.

### پیروی از ولایت فقیه
- صدیقی گفته است: «انسان‌هایی که در باطنشان تکبر و قدرت‌طلبی باشد مسئله ولایت فقیه را نمی‌پذیرند و با آن کنار نمی‌آیند. در پیروی از ولایت فقیه گروه‌هایی مانند نهضت آزادی و غیره نمی‌توانند موفق باشند زیرا در این مرحله اشخاص مطرح نیستند بلکه پیروی از خداوند مطرح است و جایی برای قدرت‌طلبی نیست. امروز نیز جریان استکبار که در راس آن آمریکا قرار دارد و در مقابل خلافت الهی ایستاده است. استکبار این راه را ادامه می‌دهد و تا آخر در مقابل ولایت است.»[۳۱]
- او در اظهاراتی جنجالی بیان کرد: «رهبری (خامنه‌ای) اولین حرف را در راس هرم طراحی می‌کرد که خودش می‌جوشد، خودش وجود دارد، خودش حضور دارد، خودش علم دارد، خودش معرفت دارد و خودش خودش نیست و خدا در وجود او تجلی کرده است.»[۳۲]

### رابطه خامنه‌ای و امام زمان
وی به نقل فردی روایتی را دربارهٔ نظر موافق امام زمان دربارهٔ خامنه‌ای بیان کرده که «پرسیدم آقا، حضرت آقا در نظر شما چطور هستند؟ حضرت فرمودند ایشان از مایند». صدیقی، سپس می‌گوید: «به قدری این جریان من را شارژ کرده. ما رهبری داریم که قماش [از جنسِ] حضرت است».
کاظم صدیقی در تیر ۱۳۹۱ هم از قول یک روحانی مورد اعتماد خود مدعی شد که «آیت‌الله خامنه‌ای مکرر خدمت حضرت تشرف داشته است، ولی نشناخته»، و افزود: «وجود مبارک امام زمان در عرفات با اسم ایشان [رهبر] را دعا می‌کرد».

### اعتراضات به انتخابات ۱۳۸۸
صدیقی به با اشاره به وقایع پس از انتخابات ریاست جمهوری سال ۸۸ و فتنه خواندن آن افزود: «فتنه ۸۸ یک فتنه عادی نبود و از ابتدای انقلاب تا به امروز فتنه‌ای به عظمت فتنه ۸۸ نداشتیم، تنها می‌توان جنگ جمل را تا حدی شبیه به فتنه ۸۸ دانسته و گفته است: در فتنه ۸۸ کسانی که زیر عبای امام رشد کردند، سر سفره امام نشستند، آبرو از امام و انقلاب گرفتند، اینها آمدند و با دشمن همنوا شدند. تقلب بهانه جرقه‌ای بود برای کشاندن مردم به خیابانها. اما همان‌طور که امام باج ندادند، ما هم باج نخواهیم داد و عقب‌نشینی نمی‌کنیم. آقای اوباما و رؤسای انگلیس و فرانسه و اسرائیل از این آقایان حمایت می‌کنند، چه رذالتی بالاتر از این. خارجیها پول خرج کردند و از فتنه گران حمایت کردند، اما در فتنه عظیم ۸۸ معجزه الهی این بود که بدون خونریزی فتنه سرکوب شود.»

### آل‌سعود
«پدران آل‌سعود آمریکا و انگلیس هستند. اینها خودشان کاره‌ای نیستند و هم قبله اول و هم قبله دوم ما را در اختیار صهیونیست‌ها قرار دادند. اینها مأموریت جنگ نیابتی با یمن مظلوم را دارند و زورشان به هیچ‌کسی نمی‌رسد. تضادی با صهیونیست و استکبار ندارند. صدیقی اضافه کرد: اینها می‌خواهند اسلام را بد جلوه دهند و مأموریت دوم آن‌ها این است که مسلمان‌کشی کنند. نیروهای آن‌ها برای امنیت حجاج آمادگی نداشتند. آنچه برایشان مهم است این است که به یمن حمله کنند و تمرکزی برای برگزاری مراسم حج نداشتند. اهتمامی هم برای این موضوع وجود ندارد.»

### زنده‌شدن مصباح یزدی
چند روز پس از مرگ محمدتقی مصباح یزدی، کاظم صدیقی در تلویزیون حکومتی ایران روایتی را نقل کرد که بر اساس آن مصباح یزدی در هنگام شفاعت خواستن غسال، «چشمانش را باز کرده و پس از یک لبخند مهربانانه دوباره چشم‌هایش را بسته». این گفته صدیقی موجب بازتابی گسترده در شبکه‌های اجتماعی شد.

### وضعیت معیشتی مردم
«مردم شهرها و کشورها اگر خدا را در نظر می‌گرفتند مبتلا به مشکلات معیشتی نمی‌شدند.»